# Heinkel He 116
Die Heinkel He 116 der Ernst Heinkel Flugzeugwerke war ein viermotoriger Tiefdecker, der für den Postflug über lange Strecken, gegebenenfalls auch bis China und Japan eingesetzt werden sollte. Dafür war dann die Überwindung des Pamir-Gebirges und eine entsprechende Höhenleistung erforderlich.
Ein späteres Einsatzgebiet war die Kartographierung und Vermessung des deutschen Gebietes.

## Konstruktion und Entwicklung
Die Entwicklung begann 1934 ohne offiziellen Auftrag; im Februar 1935 erfolgte dann nach Vermittlung des Reichsluftfahrtministeriums die offizielle Auftragsvergabe durch die Lufthansa, die damals noch eine Verbindung nach China über Persien und Afghanistan für möglich hielt. Daher sollte die Maschine nicht nur eine möglichst große Reichweite, sondern auch bei hoher Treibstoffzuladung über eine Höhenleistung von 7600 m verfügen. Dafür geeignete Motoren standen in Deutschland nicht zur Verfügung, allerdings plante die Hirth Motoren GmbH einen etwa 500 PS leistenden Höhenmotor. Die Gebrüder Günter schlugen abgewandelte Tragflächen ihrer Heinkel He 70 Blitz mit vier Motoren vor, die – wie bei der He 70 – mit Sperrholz beplankt wurden. Der neue Rumpf aus Duralumin war dichtgenietet und erhielt dichte Schotten, um im Fall einer Wasserlandung für eine Zeit schwimmfähig zu sein. Dabei dachten die Konstrukteure sicher an die einzige Langstreckenpostlinie der Lufthansa nach Südamerika.
Im Juli 1935 wurde eine erste Attrappe vollendet und zwei Flugzeuge wurden geordert. Als der erste Prototyp He 116 V1 mit der Werknummer 545 im Jahr 1936 fertiggestellt wurde, waren die geplanten Höhenmotoren noch nicht fertig und der Prototyp erhielt Achtzylinder-V-Motoren Hirth HM 508B mit nur jeweils 270 PS Leistung. Beim Erstflug am 9. Dezember des Jahres, der vom Flugkapitän der Lufthansa, Robert Untucht, durchgeführt wurde, setzten durch einen Defekt in der Kraftstoffversorgung alle vier Triebwerke aus und Untucht musste bei Warnemünde notwassern. Die He 116 V1 blieb schwimmfähig und konnte zum Heinkel-Werk in Rostock-Marienehe geschleppt werden, wo sie die HM-508C-Motoren gleicher Leistung des fast fertigen zweiten Prototyps erhielt. Trotz der geringen Leistung der Motoren erschien die Maschine geeignet und im März 1937 wurde die Erprobung der V1 als D-AJIE und unter dem Namen Schlesien in den Farben der Lufthansa fortgesetzt. Nach Beendigung der Tests wurde das Flugzeug unter dem neuen Namen Lübeck auf der Südamerika-Strecke eingesetzt. Die Lübeck wurde ab dem 21. Oktober bis zum 1. Januar 1939 mindestens viermal auf der Postlinie nach Südamerika zwischen Frankfurt am Main und Las Palmas eingesetzt. Die He 116 V2 Hamburg (Wnr. 546, D–ATIO) folgte, stürzte aber am 27. Mai 1938 am Strand von Langeoog bei einem leichtsinnigen Manöver des Piloten nach Wasserberührung ab. Unter den drei Toten befand sich neben Flugkapitän Otto Falke und Funker Erich Kolbe mit dem Oberfunkmaschinisten Karl Kirchhoff einer der erfahrensten Atlantik- und Langstreckenflieger der Lufthansa.
Die Japaner hatten ebenfalls Interesse an der Maschine gezeigt und eins der beiden georderten Flugzeuge war auf dem Saharaflug im Februar 1938 mit einer japanischen Besatzung eingesetzt worden. V5 (J-BAKD, Nogi) und V6 (J-EAKF, Tojo) wurden im April 1938 mit sechs Zwischenlandungen nach Japan überführt. Die 15.251 km legten sie in 54 Stunden und 17 Minuten Flugzeit zurück. Sie wurden anschließend in Mandschukuo eingesetzt.

### He 116 V3
Der dritte Prototyp V3 Rostock (D-ARFD Wnr. 1969) wurde zu einer Langstreckenrekordmaschine umgebaut. Der Umbau erstreckte sich auch auf größere Tragflächen mit 75,6 m² Fläche und einer Spannweite von 25 Metern sowie erheblich mehr Treibstofftanks im Rumpf. Da für den Rekord keine Höhenleistung benötigt wurde, wurden HM-508H-Motoren mit nur je 240 PS Leistung – aber günstigeren Verbrauchswerten – eingebaut. Da die geringe Startleistung und die hohe Treibstofflast den Start erheblich erschwerten, wurde die He 116 V3 mit vier abwerfbaren Startraketen versehen. Beim ersten Versuch im Juli 1938 riss sich eine der Raketen vorzeitig los und beschädigte eine Tragfläche erheblich. Nach der Reparatur erfolgte der zweite Rekordversuch am 30. Juli 1939. Es wurden 10.000 km auf einem geschlossenen Kurs zwischen Karlshagen und Leba in der Rekordzeit von 46 Stunden und 18 Minuten (216 km/h) zurückgelegt.

### He 116 A
Ab Dezember 1938 wurde die Entwicklung der Militärvariante begonnen. Die He 116 A sollte eine voll verglaste Kanzel erhalten. Die Besichtigung der Attrappe der He 116 A für Sonderzwecke fand am 3. Februar 1939 statt. Für die „Staffel z.b.V. beim RLM“ wurden zwölf Maschinen bestellt, die als Langstreckenflugzeuge zum Einsatz kommen sollten, wie aus einem Befehl des Generalluftzeugmeister Ernst Udet hervorging. Im April 1940 startete die erste der Serienmaschinen zum Erstflug. Die Serienmaschinen (Wnr. 3052–3063) trugen die Bezeichnung He 116 A, die oft verwendete Bezeichnung He 116 B ist falsch. 1944 hatte die Luftwaffe nur noch drei He 116 im Bestand, davon wurden zwei in Flugschulen eingesetzt.

## Technische Daten
| Kenngröße                                   | Daten der He 116 A                                         |
| ------------------------------------------- | ---------------------------------------------------------- |
| Spannweite                                  | 22,00 m                                                    |
| Länge, gr.                                  | 13,70 m                                                    |
| Höhe, gr.                                   | 3,80 m                                                     |
| Flügelfläche                                | 62,90 m²                                                   |
| Flügelstreckung                             | 7,70                                                       |
| Inhalt des Kraftstoffbehälters              | 2650 l                                                     |
| Inhalt des Schmierstoffbehälters            | 110 l                                                      |
| Leermasse                                   | 4220 kg                                                    |
| Zuladung                                    | 2826 kg                                                    |
| Startmasse                                  | 7046 kg                                                    |
| Zuladung/Leermasse                          | 0,677                                                      |
| Triebwerk                                   | 4 × 8-Zylinder-V-Motor Hirth HM 508 mit je 240 PS (177 kW) |
| Luftschrauben Bauart                        | Verstellluftschrauben                                      |
| Luftschrauben Durchmesser                   | 2,25 m                                                     |
| Luftschrauben Blattzahl                     | 2                                                          |
| Tragwerk                                    | Holzgerippe, sperrholzbeplankt                             |
| Rumpfwerk                                   | Ganzmetall                                                 |
| Leitwerk                                    | Holzgerippe, sperrholzbeplankt                             |
| Flugdauer bei Sparleistung (0 m)            | 15,6 h                                                     |
| Reichweite bei Reiseleistung (0 m)          | 3550 km                                                    |
| Reichweite bei Sparleistung (0 m)           | 4200 km                                                    |
| Kraftstoffverbrauch bei Reiseleistung (0 m) | 220 l/100 km                                               |
| Kraftstoffverbrauch bei Sparleistung (0 m)  | 165 l/100 km                                               |
| Höchstgeschwindigkeit (0 m)                 | 325 km/h                                                   |
| Reisegeschwindigkeit (0 m)                  | 305 km/h                                                   |
| Spargeschwindigkeit (0 m)                   | 270 km/h                                                   |
| Landegeschwindigkeit                        | 105 km/h                                                   |
| Startstrecke                                | 460 m                                                      |
| Landestrecke                                | 310 m                                                      |
| Dienstgipfelhöhe                            | 4700 m                                                     |
| Steigzeit auf 1000 m                        | 5,5 min                                                    |
| Steigzeit auf 2000 m                        | 11,0 min                                                   |
| Steigzeit auf 3000 m                        | 20,0 min                                                   |
| Tragflächenbelastung                        | 113,50 kg/m²                                               |
| Leistungsbelastung                          | 7,34 kg/PS                                                 |
| Flächenleistung                             | 15,25 PS/m²                                                |
| Schraubenflächenleistung                    | 68,00 PS/m²                                                |